# Кіану Баккус
Кіану Баккус (англ. Keanu Baccus, нар. 7 червня 1998, Дурбан) — австралійський футболіст південноафриканського походження, півзахисник англійського клубу «Менсфілд Таун».
Виступав, зокрема, за клуб «Вестерн Сідней Вондерерз», а також національну збірну Австралії.

## Клубна кар'єра
Народився 7 червня 1998 року в місті Дурбан. Вихованець футбольної школи клубу «Вестерн Сідней Вондерерз». Дорослу футбольну кар'єру розпочав 2017 року в основній команді того ж клубу, в якій провів п'ять сезонів, взявши участь у 106 матчах чемпіонату. Більшість часу, проведеного у складі «Вестерн Сідней Вондерерз», був основним гравцем команди.
До складу клубу «Сент-Міррен» приєднався 2022 року. Станом на 7 листопада 2022 року відіграв за команду з Пейслі 13 матчів в національному чемпіонаті.

## Виступи за збірні
У 2016 році залучався до складу молодіжної збірної Австралії. На молодіжному рівні зіграв у 5 офіційних матчах, забив 1 гол.
У 2021 році захищав кольори олімпійської збірної Австралії. У складі цієї команди провів 1 матч. У складі збірної — учасник  футбольного турніру на Олімпійських іграх 2020 року у Токіо.
У 2022 році дебютував в офіційних матчах у складі національної збірної Австралії.
У складі збірної — учасник чемпіонату світу 2022 року у Катарі.

## Статистика виступів

### Статистика клубних виступів
| Сезон             | Команда                    | Чемпіонат         | Чемпіонат | Чемпіонат | Національний кубок | Національний кубок | Національний кубок | Континентальні кубки | Континентальні кубки | Континентальні кубки | Інші змагання | Інші змагання | Інші змагання | Усього | Усього | Усього |
| Сезон             | Команда                    | Ліга              | Ігор      | Голів     | Ліга               | Ігор               | Голів              | Ліга                 | Ігор                 | Голів                | Ліга          | Ігор          | Голів         | Ігор   | Голів  |        |
| ----------------- | -------------------------- | ----------------- | --------- | --------- | ------------------ | ------------------ | ------------------ | -------------------- | -------------------- | -------------------- | ------------- | ------------- | ------------- | ------ | ------ | ------ |
| 2016–17           | «Вестерн Сідней Вондерерз» | ЧА                | 3         | 0         | КА                 | 0                  | 0                  |                      | -                    | -                    |               | -             | -             | 3      | 0      |        |
| 2017–18           | «Вестерн Сідней Вондерерз» | ЧА                | 14        | 0         | КА                 | 2                  | 0                  |                      | -                    | -                    |               | -             | -             | 16     | 0      |        |
| 2018–19           | «Вестерн Сідней Вондерерз» | ЧА                | 24        | 3         | КА                 | 3                  | 0                  |                      | -                    | -                    |               | -             | -             | 27     | 3      |        |
| 2019–20           | «Вестерн Сідней Вондерерз» | ЧА                | 20        | 1         |                    |                    |                    |                      | -                    | -                    |               | -             | -             | 20     | 1      |        |
| 2020–21           | «Вестерн Сідней Вондерерз» | ЧА                | 25        | 1         | КА                 | 0                  | 0                  |                      | -                    | -                    |               | -             | -             | 25     | 1      |        |
| Усього за кар'єру | Усього за кар'єру          | Усього за кар'єру | 86        | 5         |                    | 5                  | 0                  |                      | -                    | -                    |               | -             | -             | 91     | 5      |        |